# Uwe Beckmann

Kunst am Bau

Uwe Beckmann (* 5. August 1941 in Ludwigslust; † 1. Oktober 2019) war ein deutscher Maler und Grafiker.

## Leben und Werk
Beckmann studierte von 1960 bis 1964 Kunsterziehung und Germanistik an der Ernst-Moritz-Arndt-Universität Greifswald. Von 1964 bis 1966 arbeitete er als Kunsterzieher. Danach studierte er bis 1971 Malerei und Graphik bei Fritz Dähn, Kurt Robbel, Arno Mohr und Walter Womacka an der Kunsthochschule Berlin-Weißensee. Nach dem Diplom war er als freischaffender Maler und Graphiker in Bergfelde tätig. Neben seiner künstlerischen Tätigkeit arbeitete er auch kunsterzieherisch. So leitete er seit den 1980er Jahren Malzirkel im Stahl- und Walzwerk Hennigsdorf und bis September 2019 im Oranienburger Regine-Hildebrandt-Haus und, ab 2002, im kreativ e.V. in Schönwalde-Glien.
Von 1991 bis 2006 war Beckmann Mitarbeiter am Kreismuseum Oranienburg. Dort restaurierte er u. a. Möbel und Bilder und gestaltete er Ausstellungen. Beckmann entwarf auch das Wappen und die Plakette für die Partnerschaftsbeziehungen des Landkreises Oberhavel.
Beckmann hatte eine bedeutende Zahl von Einzelausstellungen und Ausstellungsbeteiligungen und beteiligte sich an internationalen Pleinairs in Deutschland, Polen, Ungarn, Bulgarien, Italien, Portugal und auf Madeira.
Er war verheiratet mit der Lehrerin Regine Beckmann (* 1944).

## Ehrungen
- 1979: Johannes-R.-Becher-Medaille in Bronze
- 2010 Kulturpreis des Landkreises Oberhavel[3]

## Mitgliedschaften
- bis 1990 Mitglied des Verbands Bildender Künstler der DDR
- ab 1991 Mitglied des Brandenburgischen Verbands Bildender Künstlerinnen & Künstler e.V.

## Rezeption
„Ob er einen Frauenakt malt oder eine Hügellandschaft … es geht um Konturen, Strukturen, er hält Wesentliches fest. … „Zuerst ist die Farbe da“ beschreibt er seine Arbeitsweise.“

## Werke (Auswahl)
- Havellandschaft (Triptychon, Öl auf Leinwand, 89 × 288 cm; Kunstarchiv Beeskow)

## Ausstellungen

### Teilnahme an zentralen und wichtigen regionalen Ausstellungen in der DDR
- 1974, 1979, 1981 und 1984: Potsdam, Bezirkskunstausstellungen
- 1974: Frankfurt/Oder, Galerie Junge Kunst („Junge Künstler der DDR“)
- 1975: Schwerin, Staatliches Museum („Farbige Grafik in der DDR“)
- 1981: Dresden („25 Jahre NVA“)
- 1981: Potsdam (Kunstausstellung zum X. Parteitag der SED)
- 1985: Potsdam, Hiller-Brandtsche Häuser („Kunst im Auftrag der Klasse“)
- 1985: Potsdam (Druckgrafik)
- 1986: Dresden („Soldaten des Volkes – dem Frieden verpflichtet“)

### Einzelausstellungen der letzten Jahre
- 2012: Lauterbach, Hohaus-Museum („Ansichtssachen“; Malerei und Druckgrafik)[5]
- 2013: Schönwalde-Glien, Kreativ e.V. („Die Kraft der Farbe“)
- 2017: Hohen-Neuendorf, Kirche Borgsdorf-Pinnow („Farbwelten“)

### Postume Ausstellungen
- 2020: Schönwalde-Glien, Rathaus Schönwalde („Mit Farbe erinnert“)